# Renita Andreevna Grigor'eva
Renita Andreevna Grigor'eva, in russo Ренита Андреевна Григо́рьева? (Mosca, 13 luglio 1931 – Mosca, 19 gennaio 2021), è stata una regista sovietica.

## Filmografia parziale

### Regista
- Serdce druga (1966)
- Govorit Moskva (1985)
- Mal'čiki (1990)